# Hubert Auriol

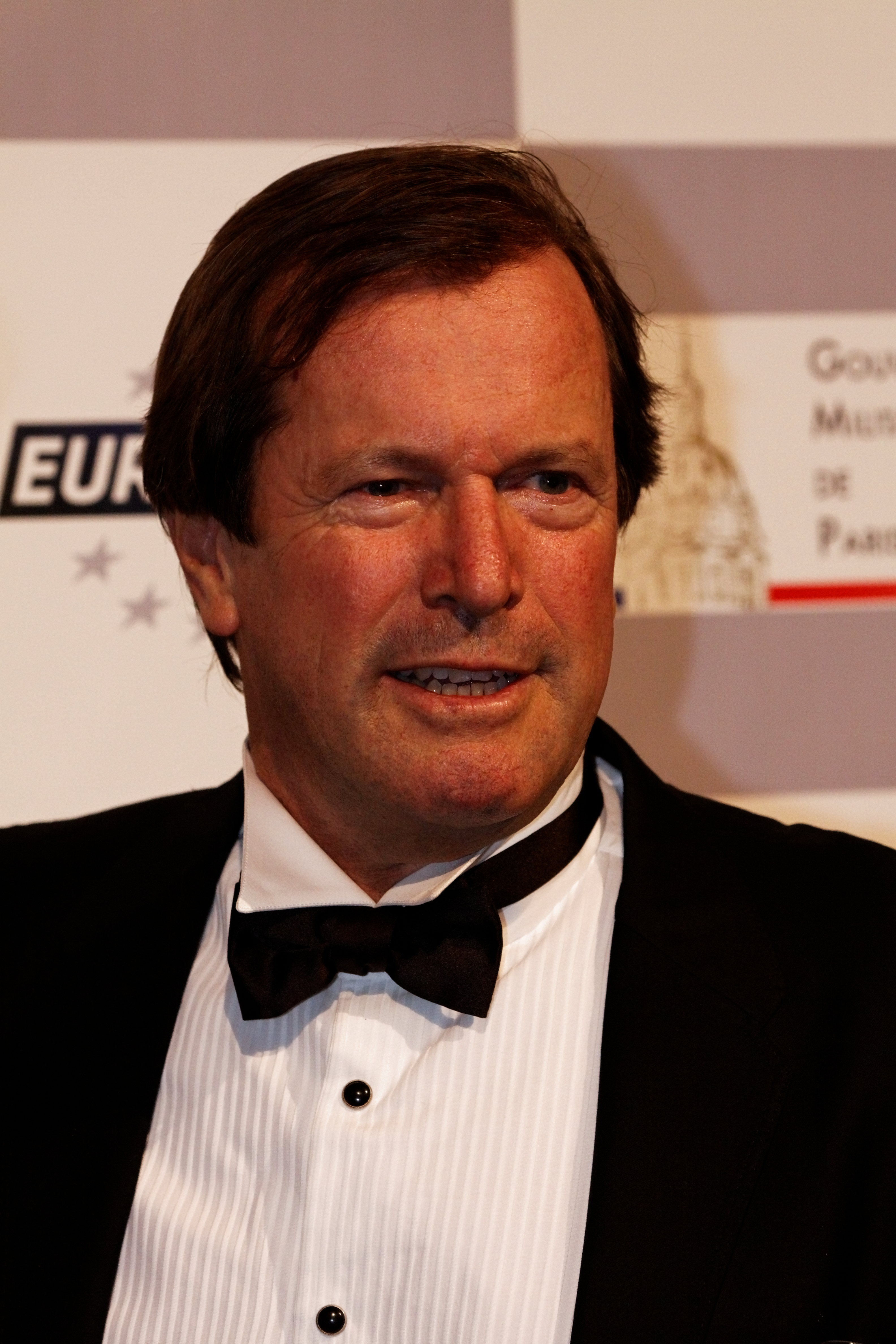
Hubert Auriol (2012)

Hubert Auriol (* 7. Juni 1952 in Addis Abeba, Äthiopien; † 10. Januar 2021 in Garches) war ein französischer Motocross- sowie Enduro-Rennfahrer, Rallyefahrer und späterer Direktor der Rallye Dakar und des Africa Eco Race.
Mit dem Rallye-Weltmeister von 1994, seinem Landsmann Didier Auriol, war er nicht verwandt.
Insgesamt nahm er neun Mal mit dem Motorrad an der Rallye Dakar teil, errang 24 Etappensiege. Auf BMW-GS-Motorrädern gewann Auriol 1981 und 1983; 1984 wurde er hinter Gaston Rahier Zweiter, obwohl er dort den in der Motorrad-Wertung bis heute gültigen Rekord von neun Tagessiegen bei einer einzigen Rallye aufstellte.
Nachdem er sich 1987 am vorletzten Tag in Führung liegend beide Knöchel gebrochen hatte, wechselte er ab 1988 aufs Auto.
In den folgenden sieben Jahren gelangen ihm bei den Automobilen 13 Etappensiege. Die Krönung erfolgte 1992, als Auriol mit einem Mitsubishi-Pajero-Evolution seinen dritten Gesamtsieg holte und war damit als erster Fahrer, der sowohl bei den Autos als auch den Motorräder erfolgreich war.
In der Zeit von 1995 bis 2004 war er Direktor der Rallye Dakar. Ab 2006 leitete er die Wüstenrallye Heroes Legend, die – wie die ursprüngliche Rallye Dakar – ebenfalls von Paris nach Dakar führt. 2011 war er zusammen mit Jean-Paul Forthomme auf einem Predator X-18-Buggy Teilnehmer des von ihm 2008 mitbegründeten Africa Eco Race.
Er starb am Sonntag, den 10. Januar 2021 nach einem Herz-Kreislauf-Kollaps.